# عين الطيبة
عين الطيبة (أو حاسي الطيبة) هي واحة وكهف حفرة في الجزائر.

## الموقع
تقع عين الطيبة حوالي 190 كيلومتر (120 ميل) جنوب ورقلة وحوالي 250 كيلومتر (160 ميل) شمال برج عمر ادريس وسط الصحراء. يبلغ اتفاعها 231 متر (758 قدم) فوق مستوى سطح البحر. وهي عبارة عن حفرة ماء يبلغ محيطها حوالي 100 متر (330 قدم).

## التاريخ
عُرفت عين طيبة لمستكشفي القرن التاسع عشر بأنها نقطة المياه الوحيدة في عرق إيساوان (Grande Erg Orientale). لذلك كانت مكانًا للتوقف ضروريًا. من بين أمور أخرى ، زار الواحة فرناند فوريو [الفرنسية]، إسماعيل بو دربة،  بول فلاترز [الفرنسية] وجاستون ميري [الفرنسية].